# 张果屯镇
张果屯乡，是中华人民共和国河南省濮阳市南乐县下辖的一个乡镇级行政单位。

## 行政区划
张果屯乡下辖以下地区：
北街村、唐王庄村、朱庄村、位行村、冯行村、辛行村、小屯村、西吉干村、东吉干村、端庄村、后孙黑村、张行村、王刘行村、烟之东村、申马庄村、赵庄村、孙庄村、赵胡行村、西韩森固村、东韩森固村、南街村、丁庄村、东魏庄村、苏庄村、王落集村、后王落村、前王落村、郭小陈村、周小陈村和张小陈村。